# Корско море
Корско море је море које се налази између острва Вити Леву, Фиџи и Лау. Добило је име по острву Коро.